# Guy Allard
Pour les articles homonymes, voir Allard.
Ne doit pas être confondu avec Guy Alard.
Guy Allard, né le 16 septembre 1635 à Grenoble et mort le 24 décembre 1716 à Voiron, est un avocat, généalogiste et historien du Dauphiné français.

## Biographie
Guy Allard naît le 16 septembre 1635, à Grenoble. L'érudit Adolphe Rochas, auteur de Biographie du Dauphiné : contenant l'histoire de tous les hommes remarquables de cette province dans les lettres, les sciences, les arts, etc. (1860), indique que l'on connaît assez peu sa vie.
Il est avocat au parlement de Grenoble,. Il devient « copiste dans les bureaux de l'intendant du Lyonnais François Dugué, en charge des recherches contre les usurpateurs de noblesse », au cours de la période 1666-1667,.
Il publie un Nobiliaire de Dauphiné, à Grenoble en 1671, premier ouvrage utilisant le mot de nobiliaire « dans la production éditoriale française ». Cette publication semble précipité et Guy Allard cherche à anticiper les critiques en indiquant qu'il s'agit d'un « petit avant coureur », prémices d'une œuvre plus large. Deux ans plus tard, il publie deux volumes de l'histoire généalogique de la province. Ces travaux ne rencontrent pas l'écho attendu.
Il termine sa carrière comme doyen des avocats du parlement de Grenoble.
Il meurt le 24 décembre 1716, à Voiron.

## Critiques
L'historienne Valérie Piétri relève qu'il a été critiqué tant par ses contemporains que par ses successeurs en raison d'une « trop grande complaisance […], bien loin de s’en tenir aux jugements de maintenue pour déterminer qui méritait ou non de trouver place dans leurs recueils, tandis que [sa] conception de la preuve de noblesse ne s’en tenait pas toujours aux critères définis par la jurisprudence, voire par les historiens érudits. »
Son œuvre est contemporaine avec l'autre historien généalogiste du Dauphiné, Nicolas Chorier (1612-1692), « Procureur du Roy à la recherche des Nobles ».
Adolphe Rochas (1860) qualifie Guy Allard de 

## Œuvres
- Nobiliaire de Dauphiné ou Discours historique des Familles nobles qui sont en cette Province. Avec le Blason de leurs Armoiries, Grenoble, Jean Nicolas, Marchand Libraire, 1671 (réimpr. 1885), 416 p..
- Histoire généalogique des familles de Bonne, de Crequy, de Blanchefort, d'Agout, de Vesc, de Montlor, de Maubec et de Montauban, Grenoble, Charvys, Marchand Libraire, & de l'Imprimerie de Laurent Gilibert, 1672, 224 p..
- Histoire généalogique des familles de Du Puy-Montbrun et de Murinais, Grenoble, La Boniface marchande libraire, & de l'Imprimerie de Laurent Gilibert, 1682, 68 p..
  - « Histoire généalogique des familles de Du Puy-Montbrun et de Murinais », sur gallica.bnf.fr
- Bibliothèque de Dauphiné, contenant les noms de ceux qui se sont distinguez par leur savoir dans cette province, et le dénombrement de leurs ouvrages depuis XII siècles, Grenoble, Laurent Gilibert, 1680 (réimpr. Skatline Reprints, Genève, 1970), 340 p..
- Dictionnaire historique, chronologique, géographique, héraldique, juridique, politique et botanographique du Dauphiné : Manuscrit original de 1684 publié par H. Gariel, t. 2, Grenoble, Imprimerie Edouard Allier, 1864 (réimpr. Skatline Reprints, Genève, 1970), XI+706 col..
  - « Tome premier A – J, IX pp. - 708 colonnes », sur gallica.bnf.fr
  - « Tome deuxième L – Z, [VI] pp. - 798 colonnes », sur gallica.bnf.fr
- Relation de ce qui a été fait en la ville de Grenoble pour la réception de Messeigneurs les Princes. Signé l'Ermite de Saint-Giraud, Grenoble, Jean Nicolas, Marchand Libraire (réimpr. Librairie Dauphinoise, H. Falque & Félix Perrin, 1901), 416 p..
- Les Gouverneurs et les lieutenants au gouvernement de Dauphiné. Extrait de l'Histoire de cette province, Grenoble, J. Verdier, 1704, 14 p. (lire en ligne).
- La Généalogie de la famille de Menon, Grenoble, Impr. de la Vve Faure, 1705, 14 p..